# Herbert Graf
Herbert Graf (Viena, 10 de abril de 1903-Ginebra, 5 de abril de 1973) fue un productor de ópera austro-estadounidense.

## Biografía
Nacido en Viena en 1903, fue hijo de Max Graf (1873-1958), autor austriaco, crítico, musicólogo y miembro del círculo de Freud. Ahora se conoce que el joven Herbert Graf era el pequeño Hans descrito en el estudio de Sigmund Freud de 1909 Análisis de la fobia de un niño de cinco años.
En su juventud tuvo acceso a importantes contactos mediados por su padre, como por ejemplo con Gustav Mahler, Arnold Schönberg, Oskar Kokoschka o Richard Strauss.
Murió a causa del golpe que sufrió en una caída, la que a su vez fue causa de los múltiples síntomas (también vértigos) del cáncer de riñón que padecía, el 5 de abril de 1973, a los 70 años de edad.

## El pequeño Hans
El pequeño Hans fue un niño de cinco años sujeto de un estudio temprano pero extenso sobre la ansiedad de castración y el complejo de Edipo realizado por Sigmund Freud. La neurosis de Hans tomó la forma de una fobia a los caballos (equinofobia). Freud escribió un resumen de su tratamiento del pequeño Hans en 1909, en un trabajo titulado Análisis de la fobia en un niño de cinco años.
El caso es considerado desde un comienzo y hasta la época actual como uno de los más célebres del psicoanálisis. La identidad de Hans, sin embargo,  era desconocida hasta la publicación de una serie de entrevistas a Herbert Graf, realizadas por el periodista Francis Rizzo en 1972, bajo el título de  Memorias de un hombre invisible.  Su tratamiento ocupó muy pronto un lugar especial en la historia del movimiento. Por un lado, era la primera vez que el paciente era un niño, y por otro, sería su padre Max Graf quien realizaría el análisis, interviniendo Freud como supervisor. En su primera publicación, en el Jahrbuch, no se consignaba que este trabajo fuera «de» Freud sino «comunicado por» él. Este análisis se desarrolló en la primera mitad de año 1908. Por ese mismo período, Freud atendía otro famoso caso, el de Ernst Lanzer, conocido como el Hombre de las Ratas. Freud, con el expreso consentimiento del padre, publicó el historial de manera exhaustiva en 1909, aunque ya existen numerosas menciones previas en ensayos y artículos anteriores.
En El esclarecimiento sexual del niño (1907), es denominado el pequeño Herbert.